# Techelsberg am Wörther See
Techelsberg am Wörther See (szlovénül Teholica ob Vrbskem jezeru) osztrák község Karintia Klagenfurtvidéki járásában. 2016 januárjában 2191 lakosa volt. 

## Elhelyezkedése

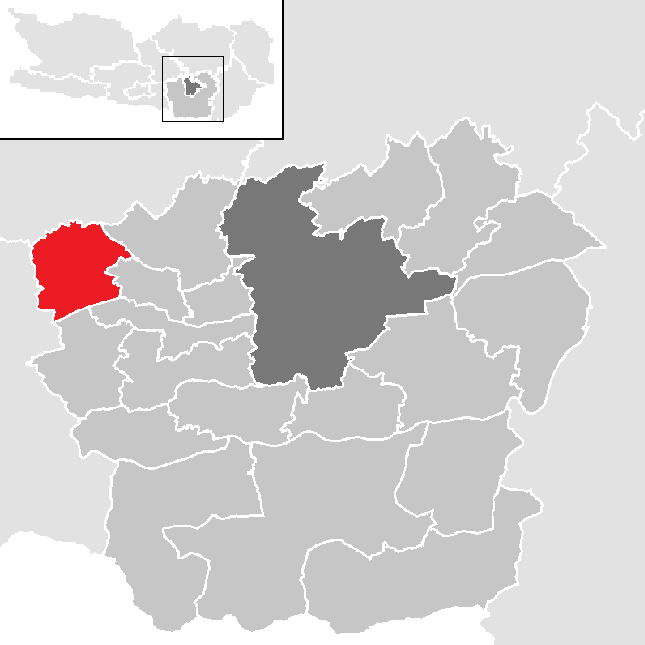
Techelsberg am Wörther See a Klagenfurtvidéki járásban

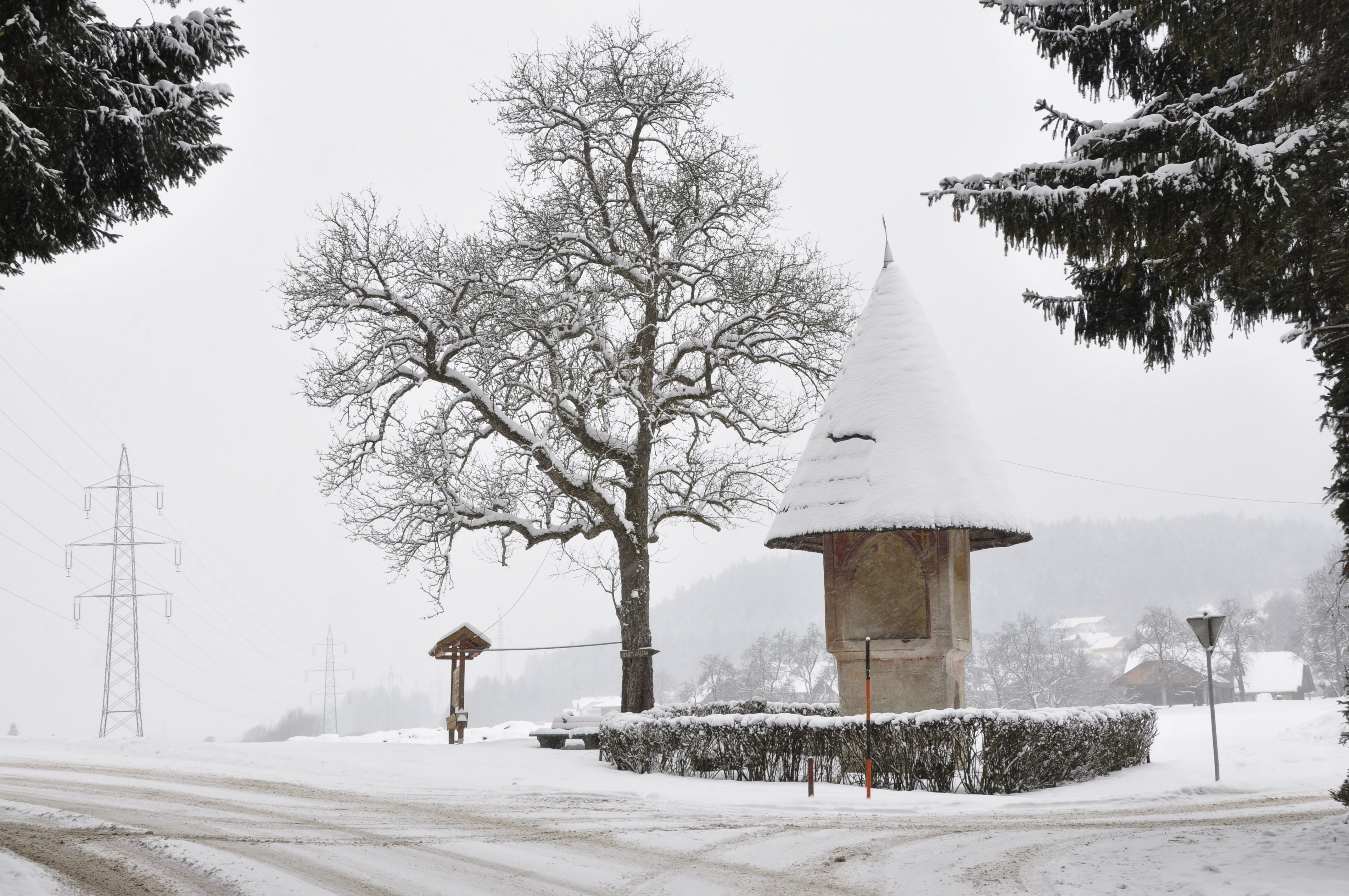
Az arndorfi Tschachonigkreuz

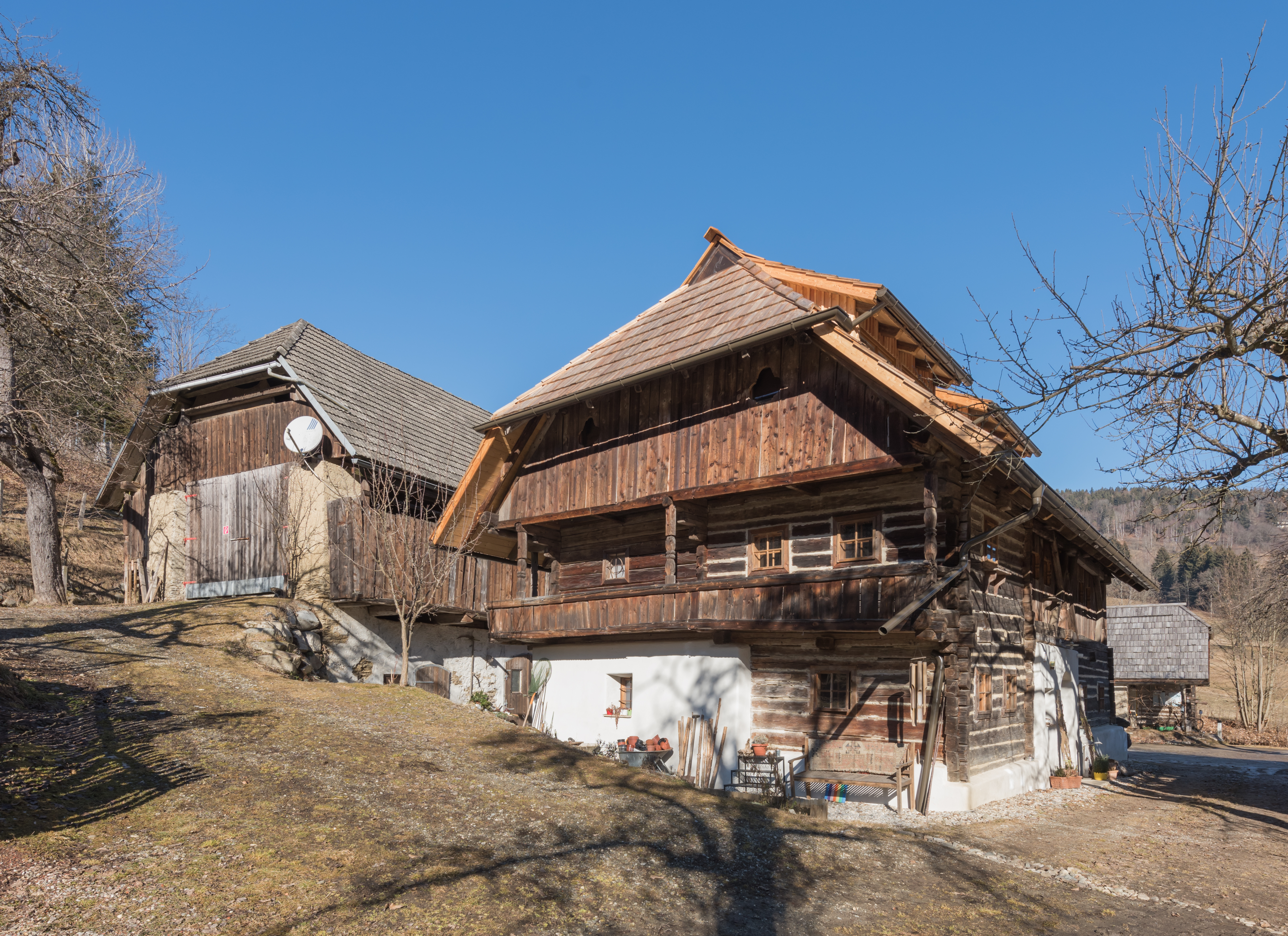
Hagyományos parasztház Pernachban

Techelsberg am Wörther See Karintia déli részén fekszik, az Ossiachi-Tauern hegység déli lejtőin és a Wörthi-tó északi partján. Második legjelentősebb állóvize a Forstsee. Az önkormányzat 17 falut és egyéb településrészt fog össze: Arndorf (176 lakos), Ebenfeld (46), Greilitz (56), Hadanig (79), Karl (48), Pavor (47), Pernach (71), Saag (62), Sankt Bartlmä (204), Sankt Martin am Techelsberg (229), Schwarzendorf (101), Sekull (401), Tibitsch (183), Töpriach (114), Töschling (211), Trabenig (46), Trieblach (118).
A környező települések: keletre Moosburg, délkeletre Pörtschach am Wörther See és Maria Wörth, délre Schiefling am Wörthersee, nyugatra Velden am Wörther See, északra Feldkirchen in Kärnten.

## Története
Az önkormányzat területén az ókorban római út haladt át. 
A Tochelach nevű falu a 12. század óta ismert volt és a késő középkorban felvette temploma védőszentjének, Szent Mártonnak a nevét (Sankt Martin). A templom először 1319-ben szerepel az írott forrásokban. Sankt Bartlmä Szt. Bertalannak szentelt temploma 1363 óta ismert. Ezeknek barokk korabeli szlovén nyelvű feliratai igen értékesek a helytörténet és a nyelv fejlődésének története szempontjából. 
1848-ig Sankt Martin egyházközsége lefedte a leonsteini bírósági kerület nyugati felét. 1850-ben megalakult a községi tanács. 1953-ban egyesítették Veldennel, amelytől 1973-ban ismét önállóvá vált. Nevét 1939-ben Techelsbergre, 1968-ban pedig Techelsberg am Wörther See-re változtatta.

## Lakossága
A Techelsberg am Wörther See-i önkormányzat területén 2016 januárjában 2191 fő élt, ami növekedést jelent a 2001-es 2059 lakoshoz képest. Akkor a helybeliek 96,2%-a volt osztrák, 2% német állampolgár. 83,1% római katolikusnak, 5% evangélikusnak, 8,3% pedig felekezet nélkülinek vallotta magát. 

## Látnivalók
- St. Martin am Techelsberg Szt. Márton-plébiánatemplomát 1319-ben említik először. Barokk kori szlovén felirata nyelvtörténelmi jelentőségű. Mellette található a gerendákból épült, kb. 500 éves műemlék paplak.
- Sankt Bartlmä gótikus Szt. Bertalan-templomát 1363-ban említik először.
- Tibitsch Szt. György-temploma 1616-ból származik. A kis barokk épületen szintén találhatók szlovén nyelvű feliratok.
- a tibitschi Szt. József-kápolna a Forstseetől keletre fekvő erdőben.
- az arndorfi Tschachonigkreuz útszéli szentképet 1499-ben emelték és a legnagyobb egész Karintiában. Magassága 8 m, tabernákulumának szélessége 2 m.
- a Forstsee 1925-ben működésbe helyezett vízierőműve ipartörténeti emlék, műemlék épületét Franz Baumgartner tervezte.

Techelsberg kőbányájában egyedi mintázatú, rózsaszínen erezett ún. pörtschachi márványt bányásztak, amelyet Klagenfurtban több épületen meg lehet figyelni. A márványlelőhely mára kimerült.

## Fordítás
- Ez a szócikk részben vagy egészben  a   Techelsberg am Wörther See című német Wikipédia-szócikk ezen változatának fordításán alapul.  Az eredeti cikk szerkesztőit annak laptörténete sorolja fel. Ez a jelzés csupán a megfogalmazás eredetét és a szerzői jogokat jelzi, nem szolgál a cikkben szereplő információk forrásmegjelöléseként.